# Laura Sundermann
Laura Sundermann (* 1980 in Köln) ist eine deutsche Schauspielerin und Künstlerin.

## Leben und Werk
Sundermann absolvierte von 2002 bis 2006 eine Schauspielausbildung an der Zürcher Hochschule der Künste und wurde mit dem Oprecht-Preis ausgezeichnet. 2007 engagierte Karin Beier sie mit Beginn ihrer Intendanz als festes Ensemblemitglied ans Schauspiel Köln. Dort spielte sie unter anderem unter Robert Borgmann in Ausgehen 1-3 von Barbi Marković und unter der Regie von Schorsch Kamerun in M.S. Adenauer. 2008 hatte sie eine erste Zusammenarbeit mit der britischen Regisseurin Katie Mitchell für Wunschkonzert, Mitchells erste Inszenierung im deutschsprachigen Raum. Weiter arbeitete sie mit den Regisseuren Jürgen Kruse, Jette Steckel, Nuran David Calis, Patrick Wengenroth, Viktor Bodó, Karin Beier und Karin Henkel.
Einladungen erhielt sie zum Berliner Theatertreffen 2009 mit Mitchells Wunschkonzert sowie 2011 mit Der Kirschgarten unter der Regie von Karin Henkel, und im gleichen Jahr mit Elfriede Jelineks Das Werk/Im Bus/Ein Sturz unter der Regie von Karin Beier.
2009 engagierte Katie Mitchell sie für die Oper Al gran sole carico d’amore von Luigi Nono an die Salzburger Festspiele. Zur Spielzeit 2011/2012 verließ Sundermann das Schauspiel Köln und arbeitete im Herbst 2011 unter Robert Borgmann für Penthesilea am Centraltheater Leipzig und 2012 für Katie Mitchell an der Staatsoper Berlin sowie 2013 an der Schaubühne Berlin.
2013 folgte sie Nicola Bramkamp ans Theater Bonn. Dort spielte Sundermann u. a. unter Thorleifur Örn Arnarsson die Kriemhild in Die Nibelungen sowie Richard III unter Alice Buddeberg in Die Königsdramen in einer Fassung von Thomas Melle. Weitere Zusammenarbeiten erfolgten mit Jan-Christoph Gockel, Simon Solberg, Mina Salehpour, Simone Blattner, Friederike Heller, Sascha Hawemann und Volker Lösch.
Seit 2005 tritt Sundermann auch immer wieder im Fernsehen auf u. a. in Mord mit Aussicht sowie in Ruhm von Isabel Kleefeld. 2014 verkörperte sie im Tatort Köln: Freddy Tanzt Julia Koch, die verstockte Cellistin und Exfreundin des Mordopfers. Weitere Rollen u. a. in Der Staatsanwalt sowie dem ZDF-Fernsehfilm Beste Freundinnen von Thomas Jauch folgten.
Seit 2019 arbeitet sie gemeinsam mit dem Künstler Krzysztof Honowski an unterschiedlichen Medienkunstprojekten, die u. a. an der Ruhrtriennale, PACT Zollverein, und Kunstverein Leverkusen zu sehen waren.

## Privatleben
Ihr jüngerer Bruder Malte Sundermann ist auch als Schauspieler tätig.

## Filmografie
- 2005: Der Elefant – Mord verjährt nie (Fernsehserie, eine Folge)
- 2008: Sara (Kurzfilm)
- 2011: Über uns das All
- 2011: Monkey Sandwich
- 2012: Ruhm
- 2013: Beste Freundinnen (Fernsehfilm)
- 2013: Pastewka (Fernsehserie, eine Folge)
- 2015: Tatort: Freddy tanzt (Fernsehfilmreihe)
- 2015: Und dann noch Paula (Fernsehserie, 2 Folgen)
- 2016: Der Staatsanwalt (Fernsehserie, eine Folge)
- 2020: Beasts Of No Nation (Experimentalfilm)
- 2020: Tödliche Geheimnisse – Das Versprechen (Fernsehfilm)
- 2020: Andere Eltern (Fernsehserie, 2 Folgen)
- 2022: SOKO Köln (Fernsehserie, Folge Erlösung)
- 2024: WaPo Bodensee (Fernsehserie, Folge Der Unbestechliche)